# الون، دو-سورز
الون، دو-سورز (به فرانسوی: Allonne, Deux-Sèvres) یک کمون در فرانسه است که در Canton of Secondigny واقع شده‌است.

## خصوصیات
الون ۲۳ کیلومترمربع مساحت و ۶۳۴ نفر جمعیت دارد.